# Đerekare
Đerekare (en serbe cyrillique : Ђерекаре) est un village de Serbie situé dans la municipalité de Tutin, district de Raška. Au recensement de 2011, il comptait 411 habitants.

## Démographie
| 1948 | 1953 | 1961 | 1971 | 1981 | 1991 | 2002 | 2011 |
| ---- | ---- | ---- | ---- | ---- | ---- | ---- | ---- |
| 689  | 777  | 829  | 658  | 591  | 622  | 518  | 411  |

|  |